# Charon (zespół muzyczny)
Charon – zespół muzyczny, który powstał w Finlandii w 1992 r. w Raahe jako kwartet, założycielami byli Pasi Sipilä, Teemu Hautamäki, Jasse von Hast i Antti Karihtala. Występując pod różnymi nazwami, m.in. Nympholepsy Mutulation. W 2011 roku grupa została rozwiązana.

## Historia
Na początku działalności zespół tworzył muzykę z pogranicza death metalu i black metalu, wokalistą wówczas był T. Hautamäki.
W 1995 r., po wyjściu z wojska, na prośbę Hautamäki o wykonanie paru czystych wokali do zespołu dołączył Juha-Pekka Leppäluoto, początkowo miał być to występ gościnny, ale pozostał w grupie na stałe.
W nowym składzie w 1998 zespół nagrał swój pierwszy album Sorrowburn, na którym znalazły się wszystkie utwory zarejestrowane w latach 1994-1998.
Dwa lata później (2000) zespół wydał swój kolejny album – Tearstained. Jest on zbiorem przebojowych, a zarazem nastrojowych utworów. W tym samym roku, Charon udał się w trasę po rodzimym kraju wraz z grupą Sentenced. Po powrocie z trasy, grupa podpisała kontrakt płytowy z fińską wytwórnią Spinefarm Records, tym samym kończąc współpracę z duńską wytwórnią Die Hard.
W roku 2002 wyszedł trzeci album zespołu Downhearted, podobnie przebojowy i melodyjny jak poprzedni. Jako ukoronowanie trzeciego albumu, Charon wspólnie z Nightwishem i holenderską formacją After Forever udał się w europejską trasę koncertową.
W roku 2003, po wydaniu następnego albumu The Dying Daylights, z zespołu postanowił odejść jeden z założycieli Jasse von Hast – z powodu utraty zainteresowania zespołem. Obecnie von Hast występuje w grupie Wihastan, założonej jesienią 2003 roku w Oulu. Pomimo to zespół nie rozpadł się. Rozpoczęto poszukiwanie nowego gitarzysty. Jako sesyjny muzyk w tym czasie dla Charona grał Lauri Tuohimaa z zespołów For My Pain... i Embraze, który ostatecznie stał się on pełnoprawnym członkiem zespołu.
W 2005 r., nowym i odświeżonym składzie zespół wszedł do studia i nagrał piąty album Songs for the Sinners, obecnie zespół koncertuje w Finlandii i w Europie w ramach promocji swojego ostatniego albumu.
Wokalista Leppäluoto, udzielający się także w innym fińskim zespole Poisonblack (wokal) założonym przez wokalistę zespołu Sentenced – Ville Laihiala, opuścił zespół by poświęcić się swojej grupie. Perkusista Karihtala i były gitarzysta von Hast nagrali oddzielnie album, pod szyldem Wolfheart.
3 czerwca 2011 roku grupa została rozwiązana.

## Muzycy
| Ostatni skład zespołu - Juha-Pekka Leppäluoto – wokal (1995–2011) - Lauri Tuohimaa – gitara (2004–2011) - Teemu Hautamäki – gitara basowa (1992–2011) - Antti Karihtala – perkusja (1992–2011) |  | Byli członkowie zespołu - Jasse von Hast – gitara (1992–2003) - Pasi Sipilä – gitara (1999–2010) |

Oś czasu

## Dyskografia
Albumy
| 1998                          | Sorrowburn - Data: 1998 - Wydawca: Diehard Records                               | —  | —  |
| 2000                          | Tearstained - Data: 26 czerwca 2000 - Wydawca: Spinefarm Records                 | —  | —  |
| 2002                          | Downhearted - Data: 22 kwietnia 2002 - Wydawca: Spinefarm Records                | 3  | —  |
| 2003                          | The Dying Daylights - Data: 22 września 2003 - Wydawca: Spinefarm Records        | 16 | —  |
| 2005                          | Songs for the Sinners - Data: 31 sierpnia 2005 - Wydawca: Spinefarm Records      | 6  | —  |
| 2010                          | A-Sides, B-Sides & Suicides - Data: 23 czerwca 2010 - Wydawca: Spinefarm Records | 21 | 30 |
| „—”pozycja nie była notowana. |                                                                                  |    |    |

Single
| Rok  | Tytuł               | Pozycja na liście |
| Rok  | Tytuł               | FIN               |
| ---- | ------------------- | ----------------- |
| 2001 | Little Angel        | 5                 |
| 2003 | In Trust of No One  | 1                 |
| 2003 | Religious/Delicious | 8                 |
| 2005 | Ride on Tears       | 2                 |
| 2005 | Colder              | 5                 |

## Teledyski
| Rok  | Tytuł            | Album                 | Źródło |
| ---- | ---------------- | --------------------- | ------ |
| 1998 | „November's Eve” | Sorrowburn            | [ 6 ]  |
| 2001 | „Little Angel”   | Downhearted           | [ 6 ]  |
| 2005 | "Colder"         | Songs For The Sinners | [ 6 ]  |
| 2005 | „Ride On Tears”  | Songs For The Sinners | [ 6 ]  |